# Bilibili
Bilibili (estilizado em letras minúsculas; em chinês: 哔哩哔哩; pinyin: bìlībìlī), apelidado de Site B (em chinês: B站; pinyin: B Zhàn), é um site chinês de compartilhamento de vídeos online com sede em Xangai, onde os usuários podem enviar, assistir e adicionar comentários sobrepostos aos vídeos. O Bilibili hospeda vídeos sobre diversos temas, incluindo anime, música, dança, ciência e tecnologia, filmes, drama, moda e jogos eletrônicos, mas também é conhecido por suas extensas paródias no estilo kuso por criadores de conteúdo de subcultura.
Desde meados da década de 2010, o Bilibili começou a se expandir para um público mais amplo de seu nicho de mercado original focado em animação, quadrinhos e jogos (ACG), e se tornou uma importante plataforma de streaming over-the-top chinesa que oferece vídeos sob demanda, como documentários, programas de variedades e outras programações originais.
O Bilibili é conhecido pelo seu sistema de comentários deslizantes danmu (em chinês: 弹幕; "cortina de balas" ou "barragem"). O Bilibili também oferece um serviço de transmissão ao vivo onde o público pode interagir com os streamers. Além disso, o Bilibili oferece jogos, principalmente jogos para celular com temas ACG, como a versão chinesa de Fate/Grand Order e o jogo chinês Azur Lane. No terceiro trimestre de 2022, o número médio de usuários ativos mensais atingiu cerca de 332,6 milhões, incluindo 28,5 milhões de usuários pagantes.